# Columbus Blue Jackets
Columbus Blue Jackets är en amerikansk ishockeyorganisation vars lag är baserat i Columbus, Ohio och som har varit medlem i National Hockey League (NHL) sedan den 25 juni 1997, dock i spel sedan säsong 2000–2001. De spelar sina hemmamatcher i Nationwide Arena sedan de började spela i NHL. Laget spelar i Metropolitan Division tillsammans med Carolina Hurricanes, New Jersey Devils, New York Islanders, New York Rangers, Philadelphia Flyers, Pittsburgh Penguins och Washington Capitals.
De har dock aldrig vunnit Stanley Cup men nådde för första gången andra rundan i slutspelet för säsongen 2018–2019. I första rundan vann de överraskande fyra raka matcher mot Tampa Bay Lightning.
Blue Jackets har genom åren haft en del namnkunniga spelare som Rick Nash, Artemij Panarin, Sergej Bobrovskij, Johnny Gaudreau, Sergej Fjodorov, Adam Foote och Seth Jones.

## Historia
1997 lämnade Worthington Industries grundare John H. McConnell in en intresseanmälan om att få Columbus på NHL:s karta. Columbus var då USA:s största stad utan något lag i någon av de fyra stora sportligorna NHL, MLB, NBA och NFL. Staden Columbus anordnade en folkomröstning om man skulle använda skattemedel för att finansiera en ny arena, som är en viktig del för att få ett NHL-lag. Några månader senare besökte NHL:s kommissionär Gary Bettman staden och diskuterade med de ledande i Columbus. Dessa meddelade att staden inte var beredd att gå emot resultatet i folkomröstningen vid ett eventuellt nej. Efter mötet hade Bettman ett privat möte med McConnell där McConnell garanterade att en arena skulle bli byggd oavsett utgång i folkomröstningen. Folkomröstningen i maj 1997 innebar ett nej. Nu var det osäkert hur det skulle gå med att få ett lag. Men den 31 maj 1997 gick ett av de större amerikanska försäkringsbolagen Nationwide Mutual Insurance Company ut och meddelade att man kommer att finansiera hela bygget av en ny arena i Columbus. Kostnaden kom att bli $ 150 miljoner. Nationwides huvudkontor är baserat i Columbus och ligger mitt emot arenan. 25 juni 1997 offentliggjorde NHL att Columbus kommer att få ett NHL-lag. Columbus Blue Jackets, som laget kom att heta, anslöt sig till NHL när Nationwide Arena blev klar år 2000.
Blue Jackets namn och logotyp är inspirerade av delstaten Ohios aktiva deltagande i det amerikanska inbördeskriget, bland annat genom tillverkning av de blå uniformerna som användes.

### Stanley Cup-spel

#### 2000-talet
- 2001 – Missade slutspel.
- 2009 – Förlorade i första ronden mot Detroit Red Wings med 4-0 i matcher.

#### 2010-talet
- 2010 – Missade slutspel.
- 2019 – Förlorade i andra ronden mot Boston Bruins med 4-2 i matcher.

#### 2020-talet
- 2020 – Förlorade i första ronden mot Tampa Bay Lightning med 4-1 i matcher.
- 2025 – Missade slutspel.

## Nuvarande spelartrupp

### Spelartruppen 2025/2026
Senast uppdaterad: 18 augusti 2025.

Alla spelare som har kontrakt med Columbus Blue Jackets och har spelat för dem under aktuell säsong listas i spelartruppen. Spelarnas löner är i amerikanska dollar och är vad de skulle få ut om de vore i NHL-truppen under hela grundserien (oktober–april). Löner i kursiv stil är ej bekräftade.
| Målvakter                                                                                     | Målvakter | Målvakter           | Målvakter         | Målvakter  | Målvakter | Målvakter | Målvakter      | Målvakter                   | Målvakter | Målvakter |
| Nr                                                                                            |           | Namn                | Namn              | Lön 25/26  |           | Kontrakt  | Kom till laget | Kom ifrån                   |           |           |
| --------------------------------------------------------------------------------------------- | --------- | ------------------- | ----------------- | ---------- | --------- | --------- | -------------- | --------------------------- | --------- | --------- |
| 31                                                                                            | Kanada    | Nolan Lalonde       | Nolan Lalonde     | $775 000   | [ 11 ]    | 2027      | 2023           | Erie Otters                 |           |           |
| 73                                                                                            | Kanada    | Jet Greaves         | Jet Greaves       | $825 000   | [ 12 ]    | 2026      | 2024           | Cleveland Monsters          |           |           |
| 90                                                                                            | Lettland  | Elvis Merzļikins    | Elvis Merzļikins  | $5 525 000 | [ 13 ]    | 2027      | 2019           | HC Lugano                   |           |           |
| --                                                                                            | Kanada    | Evan Gardner        | Evan Gardner      | $872 500   | [ 14 ]    | 2028      | 2025           | Saskatoon Bladed            |           |           |
| Backar                                                                                        |           |                     |                   |            |           |           |                |                             |           |           |
| Nr                                                                                            |           | Namn                | Namn              | Lön 25/26  |           | Kontrakt  | Kom till laget | Kom ifrån                   |           |           |
| 2                                                                                             | Kanada    | Jake Christiansen   | Jake Christiansen | $950 000   | [ 15 ]    | 2027      | 2023           | Cleveland Monsters          |           |           |
| 5                                                                                             | Kanada    | Denton Mateychuk    | Denton Mateychuk  | $855 000   | [ 16 ]    | 2027      | 2024           | Cleveland Monsters          |           |           |
| 8                                                                                             | USA       | Zach Werenski − A   | Zach Werenski − A | $9 500 000 | [ 17 ]    | 2028      | 2016           | Michigan Wolverines         |           |           |
| 9                                                                                             | Ryssland  | Ivan Provorov       | Ivan Provorov     | $9 000 000 | [ 18 ]    | 2032      | 2023           | Philadelphia Flyers         |           |           |
| 15                                                                                            | Kanada    | Dante Fabbro        | Dante Fabbro      | $4 125 000 | [ 19 ]    | 2029      | 2024           | Nashville Predators         |           |           |
| 44                                                                                            | Kanada    | Erik Gudbranson     | Erik Gudbranson   | $3 500 000 | [ 20 ]    | 2026      | 2022           | Calgary Flames              |           |           |
| 74                                                                                            | Kanada    | Corson Ceulemans    | Corson Ceulemans  | $925 000   | [ 21 ]    | 2026      | 2023           | Wisconsin Badgers           |           |           |
| 78                                                                                            | Kanada    | Damon Severson      | Damon Severson    | $7 500 000 | [ 22 ]    | 2031      | 2023           | New Jersey Devils           |           |           |
| 81                                                                                            | Tjeckien  | Stanislav Svozil    | Stanislav Svozil  | $832 500   | [ 23 ]    | 2026      | 2023           | Regina Pats                 |           |           |
| --                                                                                            | Kanada    | Charlie Elick       | Charlie Elick     | $872 500   | [ 24 ]    | 2028      | 2025           | Tri-City Americans          |           |           |
| --                                                                                            | Kanada    | Daemon Hunt         | Daemon Hunt       | $775 000   | [ 25 ]    | 2026      | 2025           | Cleveland Monsters          |           |           |
| --                                                                                            | Slovakien | Christián Jaroš     | Christián Jaroš   | $775 000   | [ 26 ]    | 2026      | 2025           | HK CSKA Moskva              |           |           |
| --                                                                                            | Kanada    | Caleb MacDonald     | Caleb MacDonald   | $897 500   | [ 27 ]    | 2027      | 2025           | North Dakota Fighting Hawks |           |           |
| --                                                                                            | Kanada    | Luca Marrelli       | Luca Marrelli     | $870 000   | [ 28 ]    | 2028      | 2024           | Oshawa Generals             |           |           |
| --                                                                                            | Kanada    | Dysin Mayo          | Dysin Mayo        | $775 000   | [ 29 ]    | 2026      | 2025           | Henderson Silver Knights    |           |           |
| --                                                                                            | Kanada    | Guillaume Richard   | Guillaume Richard | $867 500   | [ 30 ]    | 2027      | 2025           | Providence Friars           |           |           |
| --                                                                                            | Kanada    | Zach Sawchenko      | Zach Sawchenko    | $775 000   | [ 31 ]    | 2026      | 2024           | Abbotsford Canucks          |           |           |
| Forwards                                                                                      |           |                     |                   |            |           |           |                |                             |           |           |
| Nr                                                                                            |           | Namn                | Pos               | Lön 25/26  |           | Kontrakt  | Kom till laget | Kom ifrån                   |           |           |
| 4                                                                                             | Kanada    | Cole Sillinger      | C                 | $2 250 000 | [ 32 ]    | 2026      | 2021           | Sioux Falls Stampede        |           |           |
| 10                                                                                            | Ryssland  | Dmitrij Voronkov    | YF/C              | $4 000 000 | [ 33 ]    | 2027      | 2023           | Cleveland Monsters          |           |           |
| 12                                                                                            | Kanada    | Owen Sillinger      | C                 | $775 000   | [ 34 ]    | 2026      | 2025           | Cleveland Monsters          |           |           |
| 19                                                                                            | Kanada    | Adam Fantilli       | C                 | $950 000   | [ 35 ]    | 2026      | 2023           | Michigan Wolverines         |           |           |
| 23                                                                                            | Kanada    | Sean Monahan        | C/YF              | $5 400 000 | [ 36 ]    | 2029      | 2024           | Winnipeg Jets               |           |           |
| 24                                                                                            | Kanada    | Mathieu Olivier     | HF                | $4 000 000 | [ 37 ]    | 2031      | 2022           | Milwaukee Admirals          |           |           |
| 27                                                                                            | USA       | Zach Aston-Reese    | VF/HF             | $775 000   | [ 38 ]    | 2026      | 2024           | Grand Rapids Griffins       |           |           |
| 29                                                                                            | USA       | Jack Williams       | HF                | $872 500   | [ 39 ]    | 2026      | 2025           | Northeastern Huskies        |           |           |
| 38                                                                                            | Kanada    | Boone Jenner − C    | C/VF              | $3 750 000 | [ 40 ]    | 2026      | 2013           | Oshawa Generals             |           |           |
| 41                                                                                            | USA       | Hunter McKown       | C                 | $800 000   | [ 41 ]    | 2026      | 2023           | Colorado College Tigers     |           |           |
| 53                                                                                            | Kanada    | Luca Pinelli        | C                 | $870 000   | [ 42 ]    | 2028      | 2025           | Ottawa 67's                 |           |           |
| 59                                                                                            | Ryssland  | Jegor Tjinachov     | HF/VF             | $2 100 000 | [ 43 ]    | 2026      | 2023           | Cleveland Monsters          |           |           |
| 65                                                                                            | Kanada    | Luca Del Bel Belluz | C                 | $855 000   | [ 44 ]    | 2027      | 2025           | Cleveland Monsters          |           |           |
| 67                                                                                            | Kanada    | James Malatesta     | VF                | $800 000   | [ 45 ]    | 2026      | 2024           | Cleveland Monsters          |           |           |
| 69                                                                                            | Kanada    | Jordan Dumais       | HF                | $855 000   | [ 46 ]    | 2027      | 2022           | Halifax Mooseheads          |           |           |
| 82                                                                                            | Finland   | Mikael Pyyhtiä      | C                 | $775 000   | [ 47 ]    | 2026      | 2024           | Cleveland Monsters          |           |           |
| 86                                                                                            | Ryssland  | Kirill Martjenko    | HF                | $3 975 000 | [ 48 ]    | 2027      | 2022           | Cleveland Monsters          |           |           |
| 91                                                                                            | Kanada    | Kent Johnson        | VF/C              | $1 800 000 | [ 49 ]    | 2027      | 2022           | Michigan Wolverines         |           |           |
| 93                                                                                            | Kanada    | Max McCue           | C                 | $857 500   | [ 50 ]    | 2027      | 2024           | London Knights              |           |           |
| --                                                                                            | USA       | Charlie Coyle       | C/HF              | $4 500 000 | [ 51 ]    | 2026      | 2025           | Colorado Avalanche          |           |           |
| --                                                                                            | USA       | Hudson Fasching     | HF                | $775 000   | [ 52 ]    | 2026      | 2025           | New York Islanders          |           |           |
| --                                                                                            | Kanada    | Brendan Gaunce      | VF/C              | $775 000   | [ 53 ]    | 2026      | 2025           | Iowa Wild                   |           |           |
| --                                                                                            | Finland   | Oiva Keskinen       | C                 | $860 000   | [ 54 ]    | 2028      | 2025           | Tappara                     |           |           |
| --                                                                                            | Sverige   | Isac Lundeström     | C/VF              | $1 300 000 | [ 55 ]    | 2027      | 2025           | Anaheim Ducks               |           |           |
| --                                                                                            | USA       | Miles Wood          | VF                | $2 500 000 | [ 56 ]    | 2029      | 2025           | Colorado Avalanche          |           |           |
| Positioner: C – HF – VF – YF \| C = Lagkapten; A = Assisterande lagkapten \| = Långtidsskadad |           |                     |                   |            |           |           |                |                             |           |           |

#### Spelargalleri

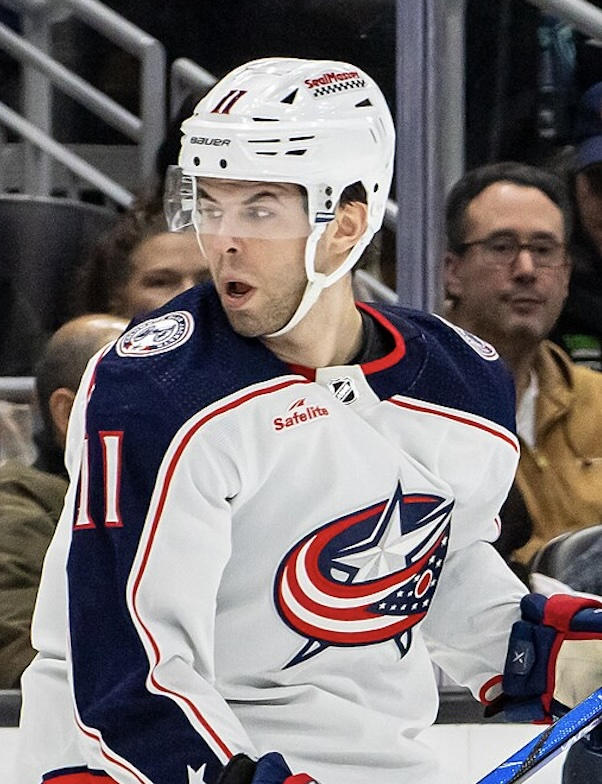
Adam Fantilli
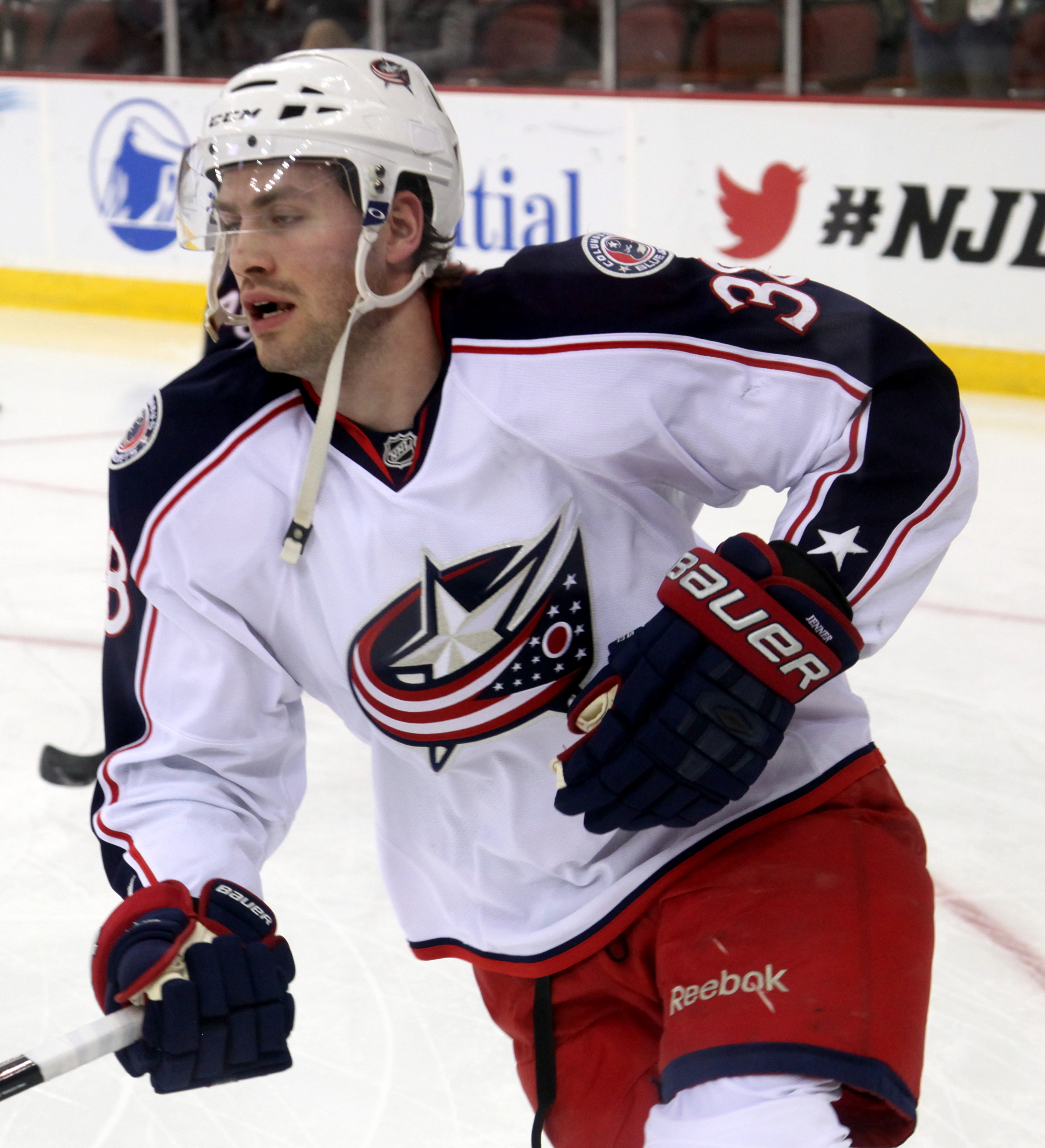
Boone Jenner
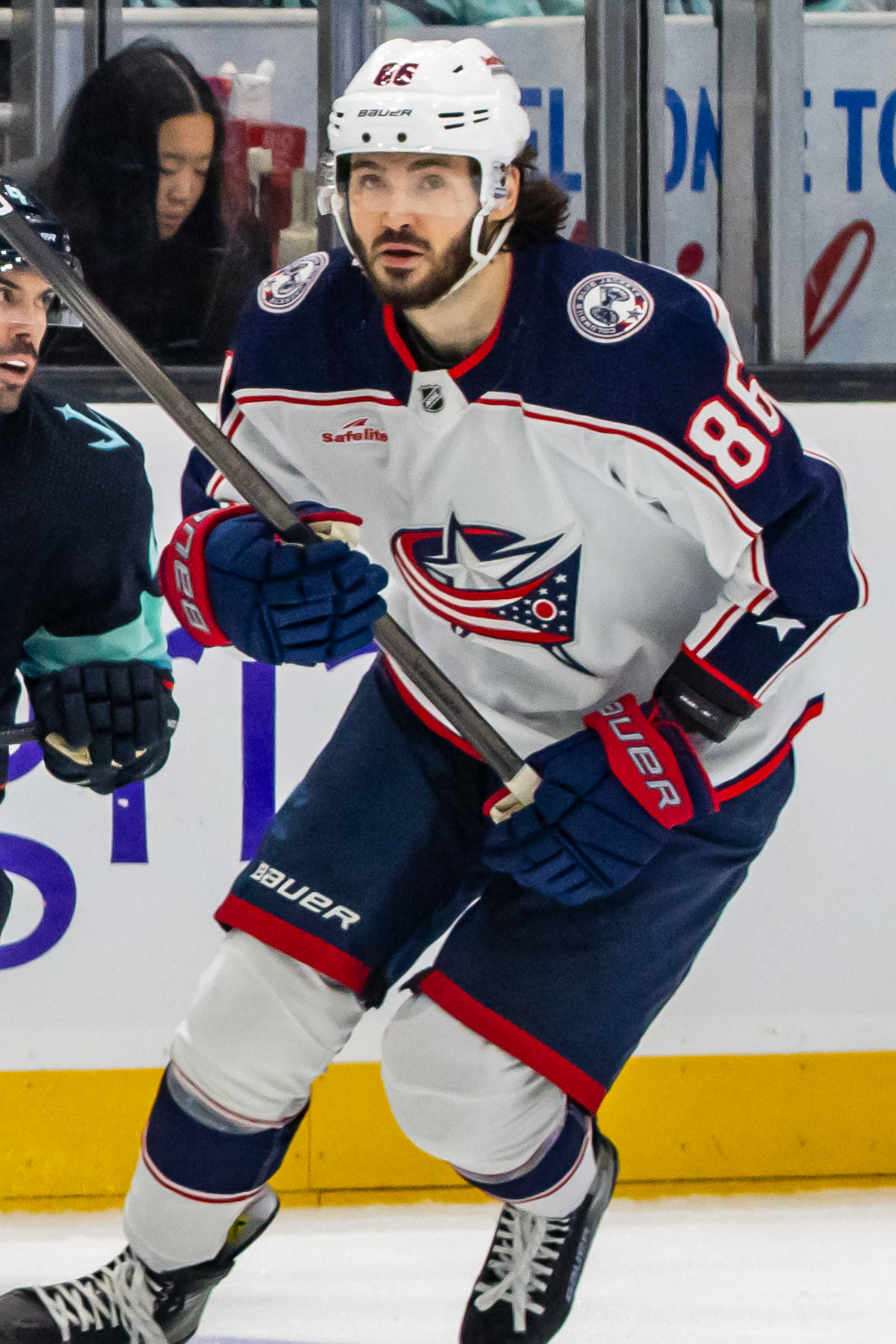
Kirill Martjenko

## Staben

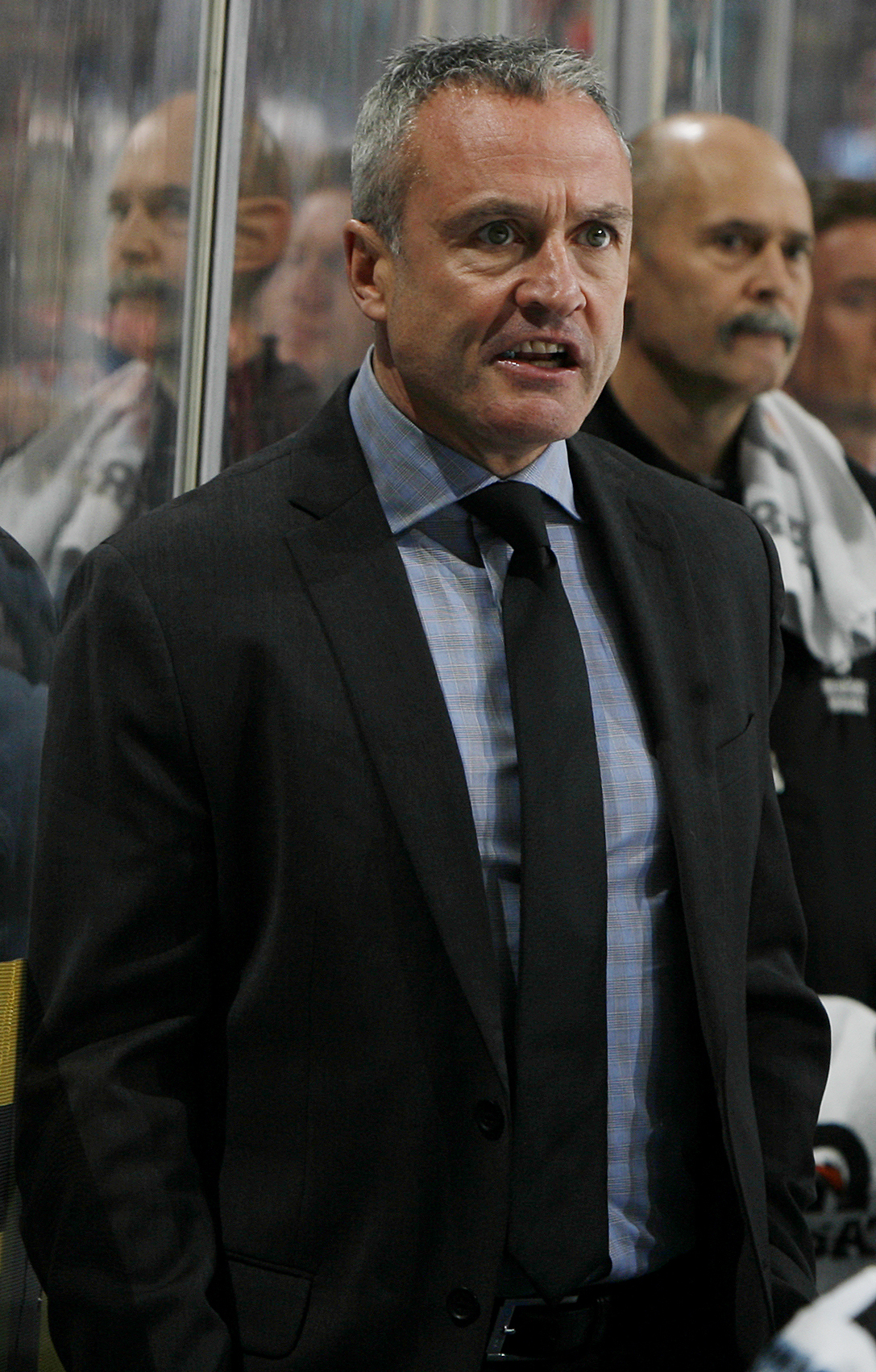
Dean Evason, 2012.

Uppdaterat: 24 juli 2024.
| Yrkestitel                                             | Namn              |
| ------------------------------------------------------ | ----------------- |
| President för ishockeyverksamheten och general manager | Don Waddell       |
| Assisterande general manager                           | Josh Flynn        |
|                                                        | Basil McRae       |
| Chef för spelarpersonalen                              | Chris Clark       |
| Tränare                                                | Dean Evason       |
| Assisterande tränare                                   | Jared Boll        |
|                                                        | Josef Boumedienne |
|                                                        | Steve McCarthy    |
|                                                        | Mark Recchi       |
| Målvaktstränare                                        | Niklas Bäckström  |
| Fystränare                                             | Kevin Collins     |
| Chef för spelarutveckling                              | Rick Nash         |
| Utvecklingstränare                                     | Derek Dorsett     |
|                                                        | Mark Letestu      |
| Utvecklingstränare för europeiska spelare              | Jarkko Ruutu      |
| Utvecklingstränare för målvakter                       | Brad Thiessen     |

## Utmärkelser

### Pensionerade nummer
Blue Jackets har inte pensionerat något nummer medan själva ligan har pensionerat ett nummer.
| - #99 - Wayne Gretzky (NHL) |

### Hall of Famers

#### Spelare
| - Sergej Fjodorov (Invald 2015) - Spelade i Blue Jackets mellan 2005 och 2008. |

### Troféer
| Calder Memorial Trophy - Steve Mason: 2008-2009 Maurice "Rocket" Richard Trophy - Rick Nash: 2003-2004 (Delades med Ilja Kovaltjuk (Thrashers) och Jarome Iginla (Flames.)) | NHL Foundation Player Award - Rick Nash: 2008-2009 Vézina Trophy - Sergej Bobrovskij: 2012-2013 |

## General managers
| - Doug MacLean, 1998–2007 - Jim Clark, 2007 - Scott Howson, 2007–2013 | - Jarmo Kekäläinen, 2013–2024 - John Davidson, 2024 - Don Waddell, 2024– |

## Tränare
| - Dave King, 2000–2003 - Doug MacLean, 2003–2004 - Gerard Gallant, 2004–2006 - Gary Agnew, 2006 - Ken Hitchcock, 2006–2010 - Claude Noël, 2010 - Scott Arniel, 2010–2012 | - Todd Richards, 2012–2015 - John Tortorella, 2015–2021 - Brad Larsen, 2021–2023 - Mike Babcock, 2023 - Pascal Vincent, 2023–2024 - Dean Evason, 2024– |

## Lagkaptener
| - Lyle Odelein, 2000–2002 - Ray Whitney, 2002–2003 - Luke Richardson, 2003–2005 - Adam Foote, 2005–2008 | - Rick Nash, 2008–2012 - Nick Foligno, 2015–2020 - Boone Jenner, 2021– |

## Statistik

### Poängledare
Topp tio för mest poäng i klubbens historia. Siffrorna uppdateras efter varje genomförd säsong.

Pos = Position; SM = Spelade matcher; M = Mål; A = Assists; P = Poäng; P/M = Poäng per match * = Fortfarande aktiv i klubben ** = Fortfarande aktiv i NHL

#### Grundserie
Uppdaterat efter 2011-12
| Spelare            | Pos | SM  | M   | A   | P   | P/M |
| Rick Nash**        | VF  | 674 | 289 | 258 | 547 | .81 |
| David Výborný      | C   | 543 | 113 | 204 | 317 | .58 |
| R. J. Umberger     | VF  | 323 | 94  | 104 | 198 | .61 |
| Nikolaj Zjerdev    | HF  | 283 | 76  | 105 | 181 | .64 |
| Geoff Sanderson    | VF  | 261 | 88  | 80  | 168 | .72 |
| Antoine Vermette** | C   | 241 | 61  | 91  | 152 | .63 |
| Derick Brassard**  | C   | 275 | 51  | 100 | 151 | .55 |
| Manny Malhotra     | C   | 344 | 53  | 92  | 145 | .42 |
| Kristian Huselius  | VF  | 189 | 58  | 84  | 142 | .76 |
| Ray Whitney        | VF  | 151 | 45  | 95  | 140 | .93 |

## Svenska spelare
Uppdaterat: 2012-04-17
| Spelare            | Position       | Matcher¹ | Matcher² | Från      | Till      | Tröjnummer | Stanley Cup's | Övrigt                                                 |  |
| ------------------ | -------------- | -------- | -------- | --------- | --------- | ---------- | ------------- | ------------------------------------------------------ |  |
| Mattias Timander   | Back           | 154      | 0        | 2000      | 2002      | 37         | 0             |                                                        |  |
| Anders Eriksson    | Back           | 145      | 0        | 2003 2006 | 2004 2008 | 2          | 0             | Återvände efter spel i HV71 och Metallurg Magnitogorsk |  |
| Joakim Lindström   | Center         | 37       | 0        | 2005      | 2008      | 50, 38     | 0             |                                                        |  |
| Fredrik Modin      | Vänsterforward | 176      | 4        | 2006      | 2010      | 33         | 0             | Alternerande lagkapten 2008-2010                       |  |
| Christian Bäckman  | Back           | 56       | 0        | 2008      | 2009      | 5          | 0             |                                                        |  |
| Kristian Huselius  | Vänsterforward | 189      | 4        | 2008      | 2012      | 20         | 0             |                                                        |  |
| Dick Tärnström     | Back           | 19       | 0        | 2008      | 2008      | 23         | 0             |                                                        |  |
| Samuel Påhlsson    | Center         | 222      | 0        | 2009      | 2012      | 26         | 0             |                                                        |  |
| Anton Strålman     | Back           | 124      | 0        | 2009      | 2011      | 6          | 0             |                                                        |  |
| Alexander Wennberg | Center         | 415      | 22       | 2014      | 2020      | 21         | 0             |                                                        |  |
| Emil Bemström      | Högerforward   | 204      | 5        | 2019      | 2024      | 52         | 0             |                                                        |  |
| Gustav Nyquist     | Vänsterforward | 200      | 10       | 2019      | 2023      | 14         | 0             | Alternerande lagkapten 2021-2023                       |  |
| Tim Erixon         | Back           | 52       | 0        | 2012      | 2015      | 44         | 0             |                                                        |  |
| William Karlsson   | Center         | 165      | 0        | 2014      | 2017      | 71         | 0             |                                                        |  |
| Kevin Stenlund     | Center         | 71       | 0        | 2018      | 2022      | 11         | 0             |                                                        |  |
| Jakob Lilja        | Vänsterforward | 37       | 0        | 2019      | 2020      | 15         | 0             |                                                        |  |
| Gabriel Carlsson   | Back           | 75       | 5        | 2016      | 2022      | 53         | 0             |                                                        |  |
| Anton Forsberg     | Målvakt        | 10       | 0        | 2014      | 2017      | 31         | 0             |                                                        |  |
| Adam Boqvist       | Back           | 133      | 0        | 2021      | 2024      | 27         | 0             |                                                        |  |
| Marcus Björk       | Back           | 26       |          | 2022      |           | 47         | 0             |                                                        |  |
| Alexander Nylander | Högerforward   |          |          | 2024      |           | 92         | 0             |                                                        |  |

¹ = Grundserie
² = Slutspel

## Första draftval
| - 2000: Rostislav Klesla (Blue Jackets, Coyotes) (2000–2014, B) Vald som nummer fyra. - 2001: Pascal Leclaire (Blue Jackets, Senators) (2003–2011, MV) Vald som nummer åtta. - 2002: Rick Nash (Blue Jackets, Rangers) (2002–, VF) Vald som nummer ett. - 2003: Nikolaj Zjerdev (Blue Jackets, Rangers, Flyers) (2003–2009, 2010–2011, HF) Vald som nummer fyra. - 2004: Alexandre Picard (Blue Jackets) (2005–2010, VF) Vald som nummer åtta. - 2005: Gilbert Brulé (Blue Jackets, Oilers, Coyotes) (2007–2013, C) Vald som nummer sex. - 2006: Derick Brassard (Blue Jackets, Rangers, Senators) (2007–, C) Vald som nummer sex. - 2007: Jakub Voráček (Blue Jackets, Flyers) (2008–, HF) Vald som nummer sju. - 2008: Nikita Filatov (Blue Jackets, Senators) (2008–2012, VF) Vald som nummer sex. - 2009: John Moore (Blue Jackets, Rangers, Coyotes, Devils) (2010–, B) Vald som nummer 21. | - 2010: Ryan Johansen (Blue Jackets, Predators) (2011–, C) Vald som nummer fyra. - 2011: Blue Jackets saknade val i förstarundan. - 2012: Ryan Murray (Blue Jackets) (2013–, B) Vald som nummer två. - 2013: Alexander Wennberg (Blue Jackets, Panthers, Kraken) (2014–, C) Vald som nummer 14. - 2013: Kerby Rychel (Blue Jackets, Maple Leafs) (2014–, VF) Vald som nummer 19. - 2013: Marko Daňo (Blue Jackets, Blackhawks, Jets) (2014–, C) Vald som nummer 27. - 2014: Sonny Milano (Blue Jackets) (2015–, VF) Vald som nummer 16. - 2015: Zach Werenski (Blue Jackets) (2016–, B) Vald som nummer åtta. - 2015: Gabriel Carlsson (Har ännu inte spelat i NHL.) (, B) Vald som nummer 29. - 2016: Pierre-Luc Dubois (Blue Jackets, Jets) (2016–, B) Vald som nummer tre. |